# بوفيل
بوفيل (بالإنجليزية: Bovill)‏ هي مدينة أمريكية تقع في ولاية أيداهو. ويبلغ عدد سكانها 260 نسمة حسب إحصاء سنة 2010 م.

## التركيبة السكانية
قام مكتب تعداد الولايات المتحدة بتحديد بيانات التركيبة السكانية لبوفيلفي تعداد الولايات المتحدة. في ما يلي، التركيبة السكانية حسب تعدادي 2000 و2010.

### تعداد عام 2000
بلغ عدد سكان بوفيل 305 نسمة بحسب تعداد عام 2000، وبلغ عدد الأسر 116 أسرة وعدد العائلات 82 عائلة مقيمة في المدينة. في حين سجلت الكثافة السكانية 1,701.6 نسمة لكل ميل مربع (657.0/كم2). وبلغ عدد الوحدات السكنية 128 وحدة بمتوسط كثافة قدره 714.1 نسمة لكل ميل مربع (275.7/كم2).
وتوزع التركيب العرقي للمدينة بنسبة 96.07% من البيض و 0.33% من الأمريكيين الأصليين و 0.98% من الأمريكيين ذوي الأصول الآسيوية و 2.30% من عرقين مختلطين أو أكثر.
بلغ عدد الأسر 116 أسرة كانت نسبة 36.2% منها لديها أطفال تحت سن الثامنة عشر تعيش معهم، وبلغت نسبة الأزواج القاطنين مع بعضهم البعض 62.9% من أصل المجموع الكلي للأسر، ونسبة 6.0% من الأسر كان لديها معيلات من الإناث دون وجود شريك، وكانت نسبة 29.3% من غير العائلات. تألفت نسبة 22.4% من أصل جميع الأسر من أفراد ونسبة 8.6% كانوا يعيش معهم شخص وحيد يبلغ من العمر 65 عاماً فما فوق. وبلغ متوسط حجم الأسرة المعيشية 3.13، أما متوسط حجم العائلات فبلغ 2.63.
بلغ العمر الوسطي للسكان 36 عاماً. وكانت نسبة 28.2% من القاطنين تحت سن الثامنة عشر، وكانت نسبة 6.9% بين الثامنة عشر والأربعة وعشرون عاماً، ونسبة 29.8% كانت واقعةً في الفئة العمرية ما بين الخامسة والعشرون حتى والأربعة وأربعون عاماً، ونسبة 27.2% كانت ما بين الخامسة والأربعون حتى الرابعة والستون، ونسبة 7.9% كانت ضمن فئة الخامسة والستون عاماً فما فوق. يوجد لكل 100 أنثى 106.1 ذكر، ويوجد لكل 100 أنثى في الثامنة عشر من عمرها فما فوق 102.8 ذكر.
بلغ متوسط دخل الأسرة في المدينة 36,875 دولار، أما متوسط دخل العائلة فبلغ 41,827 دولار. وكان متوسط دخل الذكور 33,750 دولار مقابل 21,875 دولار للإناث. وسجل دخل الفرد الخاص بالمدينة 12,471 دولار. وكانت نسبة 14.1% من العائلات ونسبة 18.1% من السكان تحت خط الفقر، وكان من هؤلاء نسبة 24.0% تحت سن الثامنة عشر ولا أحد منهم في الخامسة والستين من العمر وما فوق.

### تعداد عام 2010
بلغ عدد سكان بوفيل 260 نسمة بحسب تعداد عام 2010، وبلغ عدد الأسر 105 أسرة وعدد العائلات 68 عائلة مقيمة في المدينة. في حين سجلت الكثافة السكانية 1,368.4 نسمة لكل ميل مربع (528.3/كم2). وبلغ عدد الوحدات السكنية 127 وحدة بمتوسط كثافة قدره 668.4 لكل ميل مربع (258.1/كم2).
وتوزع التركيب العرقي للمدينة بنسبة 96.5% من البيض و 3.5% من عرقين مختلطين أو أكثر.
بلغ عدد الأسر 105 أسرة كانت نسبة 29.5% منها لديها أطفال تحت سن الثامنة عشر تعيش معهم، وبلغت نسبة الأزواج القاطنين مع بعضهم البعض 52.4% من أصل المجموع الكلي للأسر، ونسبة 9.5% من الأسر كان لديها معيلات من الإناث دون وجود شريك، بينما كانت نسبة 2.9% من الأسر لديها معيلون من الذكور دون وجود شريكة وكانت نسبة 35.2% من غير العائلات. تألفت نسبة 27.6% من أصل جميع الأسر من أفراد ونسبة 11.5% كانوا يعيش معهم شخص وحيد يبلغ من العمر 65 عاماً فما فوق. وبلغ متوسط حجم الأسرة المعيشية 3.03، أما متوسط حجم العائلات فبلغ 2.48.
بلغ العمر الوسطي للسكان 43 عاماً. وكانت نسبة 25.4% من القاطنين تحت سن الثامنة عشر، وكانت نسبة 7.4% بين الثامنة عشر والأربعة وعشرون عاماً، ونسبة 20.3% كانت واقعةً في الفئة العمرية ما بين الخامسة والعشرون حتى والأربعة وأربعون عاماً، ونسبة 32% كانت ما بين الخامسة والأربعون حتى الرابعة والستون، ونسبة 15% كانت ضمن فئة الخامسة والستون عاماً فما فوق. وتوزع التركيب الجنسي للسكان بنسبة 51.5% ذكور و48.5% إناث.